# 勇者の母ですが、魔王軍の幹部になりました。
『勇者の母ですが、魔王軍の幹部になりました。』（ゆうしゃのははですが、まおうぐんのかんぶになりました）は、野山歩による日本のオンライン小説。「小説家になろう」で2019年7月7日より連載中。2021年に「第9回ネット小説大賞」にて「コミックシナリオ賞」を受賞した。
ツヅルによる漫画版が、漫画配信アプリ『マンガBANG!』（Amazia）にて2022年3月14日より連載されたが、編集部の対応が「信頼関係を損なう」ものだったとして、2023年12月18日更新の第19話で連載終了となった。単行本4巻も刊行予定だったが、連載終了に伴い3巻で刊行終了となっている。その後2024年6月27日より、徳間書店の運営するウェブコミックレーベル『COMICユニコーン』にて連載が再開されている。
異世界転移作品の一つ。母と息子の親子が異世界転移するというストーリーになっている。

## 登場人物
一宮美穂（いちみや みほ）
本作の主人公である女性。魔王軍幹部の一人であり勇者である蓮の母親。異世界転移者であり2年振りに蓮と再会する事になる。
かつて旦那を事故で無くし就職活動を始めるなど苦労するようになる。2年前に夏休みに蓮とキャンプしに行ったが、キャンプの帰り道に蓮が異世界召喚に巻き込まれて、蓮の手を掴んだので蓮と一緒に異世界転移する事になる。アビラス王国が蓮を勇者として魔王と戦わせようとした事やアビラス王国の話に不信感を抱いた事から、アビラス王国に抗議をして邪魔者と判断された事や、蓮に美穂が魔物に殺されたという魔王と戦う動機を作る目的でリアムによって魔物の巣窟へ連れていかれる。魔物の巣窟に連れて行った2人組に襲われそうになるもアルヴィンに助けられる。アルヴィンがまともな人物だと判断した事やアルヴィンが蓮を責任を持って立派な勇者に育てると語った事からアルヴィンを唯一頼れる人だと判断してアルヴィンに蓮を託してアルヴィンに命をかけて蓮を守る事を誓われた。その後にガロンと出会う。
美人であり実年齢よりも若く見える。
一宮蓮（いちみや れん）
勇者である少年で美穂の息子。異世界転移者であり2年振りに美穂と再会する事になる。
2年前に美穂と一緒にキャンプしに行ったが、キャンプの帰り道に異世界召喚に巻き込まれて美穂と一緒に異世界召喚する事になる。
ガロン
リザードマンの少年。蓮と同い年だが、幼少時にシヴァの治癒魔法を受けた影響で同族より大きく強靭な身体を得た。だが、見た目が大幅に変わったことで同族からも浮いてしまい、シヴァに引き取られていた。森に置き去りにされた美穂と知り合い、敵意を見せなかったことで家に連れて帰り共に暮らすようになる。周囲への言い訳として、当初は美穂を「自分の非常食」と称していたが、基本的に亜人や獣人も人の一種であり、人間を喰うようなことはない。
シヴァ
魔王軍幹部の一人であるダークエルフ。強力な魔法使いだが、治癒魔法のコントロールが苦手で、ガロンを治癒した際に同族とは異なる姿に変えてしまい、ガロンを手元に引き取る。父親含めて家族は健在なのでガロンからは「じいちゃん」と呼ばせている。
アルヴィン
アビラス王国の聖騎士隊長である男性。
アビラス王国が蓮を勇者として戦わせる事にはやむを得ないと判断しているが、怪しい部分が多いアビラス王国の中ではまともな人物であり、美穂に蓮を責任を持って立派な勇者に育てると語った。そうした事から美穂に唯一頼れる人だと判断されて、蓮を託されて命をかけて蓮を守る事を誓った。
リアム
アビラス王国の神官である男性。女神からの神託を記した書を読める高位の神官だが、神託に「アビラス王国の滅亡」が示されていたため、勇者を戦わせる障害となった美穂を魔族の住む森に捨てる決断をする。

## 用語
魔王軍
美穂が所属する組織。
アビラス王国
一宮親子を異世界召喚した王国。
魔王に対抗するために勇者を召喚して勇者を魔王と戦わせようとしている。
実際は異世界召喚者を勇者として戦わせて勇者を危険にさらすある種のマキャヴェリズムでは済まされず、歴代の勇者の魔王の討伐後についての記録が無い事、それを神殿に勇者の名が刻まれて後世まで讃えられて名誉であるで済ませた事、100年の周期で魔王が復活すると知りながら対策を疎かにしているなど、不審な点があり、美穂が不信感を抱いて蓮を勇者として戦わせる事に抗議した理由の一つにもなっている。

## 既刊一覧（漫画）
- 野山歩（原作）・ツヅル（漫画） 『勇者の母ですが、魔王軍の幹部になりました。』 Amazia〈マンガBANGコミックス〉、全3巻
  1. 2022年9月15日発売[2]、ISBN 978-4-89199-864-6
  2. 2023年3月15日発売[6]、ISBN 978-4-89199-945-2
  3. 2023年10月13日発売[7]、ISBN 978-4-82420-046-4
- 野山歩（原作）・ツヅル（漫画） 『勇者の母ですが、魔王軍の幹部になりました。』 徳間書店〈リュウコミックス〉、既刊5巻（2025年3月28日現在）
  1. 2024年11月29日発売[8][9]、ISBN 978-4-19-950880-6
  2. 2024年12月27日発売[10]、ISBN 978-4-19-950888-2
  3. 2025年1月29日発売[11]、ISBN 978-4-19-950893-6
  4. 2025年2月28日発売[12]、ISBN 978-4-19-950897-4
  5. 2025年3月28日発売[13]、ISBN 978-4-19-950902-5